# The Sebadoh
| Recensione     | Giudizio |
| -------------- | -------- |
| Piero Scaruffi | [ 1 ]    |
| Pitchfork      | [ 2 ]    |

The Sebadoh è il settimo album in studio della band statunitense Sebadoh, pubblicato nel 1999.

## Produzione
Il gruppo aveva ancora un contratto con la Sub Pop Records che prevedeva la pubblicazione di un altro album; venne poi sottoscritto un contratto congiunto con la Sire Records che permise al gruppo per la prima volta di avere un budjet più importante. Barlow all'epoca viveva con la moglie a Silver Lake (Los Angeles) e invitò Loewenstein a stare a casa sua per comporre e registrare un nuovo album; per la prima volta il gruppo ebbe a disposizione uno studio di registrazione professionale, vicino a dove abitava Barlow. Loewenstein, che viveva in Kentucky, coinvolse Russ Pollard per sostituire il precedente batterista Bob Fay e i due si recarono da Barlow. Rispetto agli album precedenti, per la prima volta alcuni brani vennero quindi registrati in un vero studi di registrazione e le sessioni durarono 5 settimane. Due brani, "Cuban" e "So Long", vennero registrati nel seminterrato della casa di Loewenstein con un registratore a otto tracce. In un anno l'album vendette poco, circa un quarto del precedente, Harmacy, e quindi nel 2000 la band si trovò con il contratto con la Sub Pop scaduto e per oltre un decennio, non ci furono altre pubblicazioni del gruppo.

## Accoglienza
Negli USA l'album restò nella classifica Billboard 200 solo una settimana raggiungendo la posizione numero 197; Nel Regno Unito l'album, pubblicato dalla Domino Records, partner della Sub Pop, rimase in classifica una settimana ma i singoli "Flame" e "It's All You" raggiunsero rispettivamente la posizione n. 30 e n. 88 della classifica dei singoli.

## Tracce
1. It's All You - 2:41
2. Weird - 3:26
3. Bird In The Hand - 1:36
4. Break Free - 2:39
5. Tree - 4:17
6. Nick Of Time - 2:52
7. Flame - 4:56
8. So Long - 1:57
9. Love Is Stronger - 4:45
10. Decide - 3:42
11. Colorblind - 2:51
12. Thrive - 4:12
13. Cuban - 2:40
14. Sorry - 3:03
15. Drag Down - 2:50

## Formazione
- Jason Loewenstein: basso, batteria e voce
- Lou Barlow: chitarra e voce
- Russell Pollard: batteria

Altri
- Michael Herren - voce in "Tree"